# فرودگاه آبی اسموکی لیک
فرودگاه آبی اسموکی لیک (به انگلیسی: Smoky Lake Water Aerodrome) یک فرودگاه همگانی است که یک باند فرود آب دارد. این فرودگاه در کشور کانادا قرار دارد و در ارتفاع ۲۲۱ متری از سطح دریا واقع شده است.